# Xian de Xinghai
Le xian de Xinghai (兴海县 ; pinyin : Xīnghǎi Xiàn ; tibétain : བྲག་དཀར་རྫོང, Wylie : brag dkar rdzong, THL : Drakkar dzong) est un district administratif de la province du Qinghai en Chine et qui appartenait à l'ancienne province tibétaine de l'Amdo. Il est placé sous la juridiction de la préfecture autonome tibétaine de Hainan.

## Démographie
La population du district était de 55 251 habitants en 1999.

## Monastère d'Atsok
Le monastère d'Atsok est fondé en 1889 par Atsok Choktrul Kunchok Choedar (tibétain : ཨ་ཚོགས་མཆོག་སྤྲུལ་དཀོན་མཆོག་ཆོས་དར, Wylie : a tshogs mchog sprul dkon mchog chos dar). En 2022, il héberge 157 moines, lesquels, ainsi que des Tibétains de la région, s'opposent à son déplacement prévu par les autorités chinoises en raison d'un projet de centrale hydroélectrique sur le fleuve Jaune.
La démolition du monastère débute le 10 juin 2024 dans un contexte de restrictions renforcées pour construire la centrale hydroélectrique de Yangchu.